# Reevesby Island
Reevesby Island è la seconda isola per grandezza del Sir Joseph Banks Group; è situata nel golfo di Spencer, a est della penisola di Eyre e a nord-est di Port Lincoln, nell'Australia Meridionale (Australia).

## Geografia
L'isola, lunga 6 km, ha una superficie di 3,44 km² e ha un'altezza massima di 25 m nella parte meridionale. Si trova nella parte nord dell'arcipelago, circa 16 km a est di Point Boilingbroke, che sporge sulla costa est della penisola di Eyre.

### Fauna
Sono state registrate sull'isola 31 specie diverse di uccelli, tra cui il non comune nibbio bianco australiano, il falco bruno e tre barbagianni comune. Numerosi esemplari di occhialino dorsogrigio, erbarolo minore, pappagallo di roccia, calandro maggiore, rondine benvenuta, melifago frontebianca e oca di Cape Barren. L'uccello delle tempeste facciabianca si riproduce sull'isola d'estate.

## Toponimo
Matthew Flinders nominò l'isola di Reevesby il 7 marzo 1802 dandole il nome di Revesby Abbey (Lincolnshire), residenza di Sir Joseph Banks presidente della Royal Society, di cui l'arcipelago porta il nome.